# Adolf Sonnenschein (Verwaltungsjurist)
Adolf Hubert Sonnenschein (* 12. Mai 1886 in Elberfeld; † 27. Oktober 1965 in Wiesbaden) war ein deutscher Verwaltungsjurist und Ministerialbeamter. Er war von 1922 bis 1933 Regierungspräsident des Regierungsbezirks Osnabrück.

## Leben
Adolf Sonnenschein war der Sohn des Geheimen Sanitätsrates und Mediziners Heinrich Sonnenschein und der Anna, geb. Hopmann. Nach dem Besuch der Gymnasien in Elberfeld und Köln studierte er Rechtswissenschaft an den Universitäten in Freiburg im Breisgau, Paris, Berlin und Bonn. Seit dem Studium war er Mitglied der katholischen Studentenverbindung KStV Askania Berlin im KV. Er bestand 1908 das Referendarexamen, absolvierte im Anschluss den juristischen Vorbereitungsdienst an Gerichten und legte im Februar 1913 das Assessorexamen ab. Im selben Jahr wurde er mit dem Thema Sicherungseigentum und Sicherungsnießbrauch im System des fiduziarischen Rechts zum Doktor der Rechte promoviert.
Sonnenschein trat 1914 als Gerichtsassessor in den preußischen Justizdienst ein und wurde 1917 als Staatsanwalt nach Stettin berufen. Am Ersten Weltkrieg nahm er ab August 1914 teil, ab Ende 1915 bis zum Kriegsende als Kampfflieger. Er erhielt das Eiserne Kreuz I und II sowie das Ritterkreuz des Hohenzollernordens.
1919 war er Landgerichtsrat in Köln. Noch im gleichen Jahr wechselte er zur Kölner Regierung, wo er ab 1920 probeweise als Justitiar fungierte und als Dezernent die Leitung der Propagandaorganisation für den besetzten Teil des preußischen Rheinlandes übernahm. Seine Beamtenlaufbahn führte ihn als Referent ins Preußische Innenministerium, wo er 1921 die Beförderung zum Ministerialrat erhielt. 1922 wechselte er in gleicher Funktion ins Preußische Staatsministerium.
Im August 1922 wurde er zum Regierungspräsidenten des Regierungsbezirks Osnabrück ernannt. In seiner Amtszeit erwarb sich Sonnenschein Verdienste um die Förderung des wirtschaftlich rückständigen Emslandes. Dazu nutzte er seine Kontakte zur Ministerialbürokratie Preußens und des Reiches. Er betrieb intensive Öffentlichkeitsarbeit, u. a. durch Vorträge, Aufsätze und Exkursionen ins Emsland. Mit dem gebürtigen Emsländer, dem Osnabrücker Bischof Wilhelm Berning reiste Sonnenschein zu zwei Eucharistischen Kongressen, 1926 nach Chicago und 1928 nach Sydney, wo er auch Vorträge hielt. 1931 verfasste Sonnenschein eine Denkschrift zur Erschließung des Emslandes mit einer Analyse der Zustände in der Region und einem Gesamtkonzept, um die Missstände zu beheben. In Osnabrück setzte er sich für die Restaurierung des Schlosses ein, die 1931 abgeschlossen war. Er war Mitglied der Zentrumspartei.
Nach der Machtergreifung der Nationalsozialisten erklärte er unmittelbar nach dem Wahlerfolg der NSDAP am 7. März 1933 seinen Austritt aus der Zentrumspartei und seinen Beitritt zur NSDAP, die ihn aber nicht aufnahm. Er wurde er im gleichen Monat in den einstweiligen Ruhestand versetzt, im August 1933 dann nach Paragraph 4 des Gesetzes zur Wiederherstellung des Berufsbeamtentums „endgültig“ in den Ruhestand. Im April 1933 zog er mit seiner Familie nach Berlin, wo er zwei Semester Volkswirtschaft, Agrarpolitik und Psychologie studierte. 1935 wurde er Geschäftsführer der Damenhut-Industrie, eine Tätigkeit, die er nach dem Zweiten Weltkrieg mit dem Wiederaufbau des Dachverbandes Hutindustrie in Frankfurt/Main und dann Wiesbaden fortsetzte.
Von 1945 bis 1949 wohnte er im bayerischen Oberstdorf, wo er sich mit Studien in Englisch und Philosophie beschäftigte. 1949 zog er nach Wiesbaden, wo er bis 1963 Geschäftsführer des Fachverbandes Hutindustrie war. 1956 wurde ihm das große Bundesverdienstkreuz verliehen.
Adolf Sonnenschein war verheiratet mit Magda Ionen und hatte drei Kinder.